# Station Ternat-Brusselsesteenweg
Het station Ternat-Brusselsesteenweg (ook Ternat-Steenweg genoemd) is een voormalige spoorweghalte langs spoorlijn 50 (Brussel-Gent) in de gemeente Ternat. De naam werd ontleend aan de steenweg van Ternat naar Brussel die vlak bij de stopplaats lag. De stopplaats heeft maar een korte tijd bestaan gedurende het interbellum: ze werd in 1934 geopend maar tegen het begin van de Tweede Wereldoorlog was ze alweer buiten gebruik. De stopplaats werd beheerd door het station van Ternat.
0,0: Brussel-Noord ·
1,0: Koninklijk Station ·
2,4: Laken ·
3,2: Bockstael ·
4,1: Jette ·
7,6: Sint-Agatha-Berchem ·
8,9: Groot-Bijgaarden ·
11,0: Dilbeek ·
13,7: Sint-Martens-Bodegem ·
15,6: Ternat-Brusselsesteenweg ·
16,7: Ternat ·
20,3: Essene-Lombeek ·
21,9: Liedekerke ·
23,8: Denderleeuw ·
26,7: Erembodegem ·
29,7: Aalst ·
34,5: Lede ·
37,0: Serskamp ·
40,3: Schellebelle ·
43,1: Wetteren ·
46,9: Kwatrecht ·
49,5: Melle ·
52,6: Merelbeke ·
Ledeberg ·
55,6: Gent-Sint-Pieters